# 備前夕子
備前夕子（日語：備前 夕子，1975年8月6日—2015年6月3日），出生於日本神奈川縣厚木市，是日本前女子排球運動員，身高183公分，體重73公斤，場上位置為主攻或副攻。

## 經歷
就读八王子実践高等学校二年级时获得全国高校排球大赛冠军。1994年加入日立Beniflu，获得V联赛最佳新人奖。同年代表日本参加亚洲青年锦标赛，获得扣杀奖、助攻奖、接发球奖。1998年转会Orange Attackers，1999年退役。
退役后育有四子。2015年因肝脏疾病去世，享年39岁。